# مارسیانو دلا چیانا
مارسیانو دلا چیانا (به ایتالیایی: Marciano della Chiana) یک کومونه در ایتالیا است که در استان آرتزو واقع شده‌است.

## خصوصیات
مارسیانو دلا چیانا ۲۳٫۷ کیلومترمربع مساحت و ۳٬۳۴۶ نفر جمعیت دارد و ۳۲۰ متر بالاتر از سطح دریا واقع شده‌است.